# Parapoliops grioti
Parapoliops grioti är en tvåvingeart som beskrevs av Blanchard 1957. Parapoliops grioti ingår i släktet Parapoliops och familjen parasitflugor. Inga underarter finns listade i Catalogue of Life.